# مهمة نظام تيتان زحل
مهمة نظام تيتان زحل (بالإنجليزية: Titan Saturn System Mission-TSSM)‏ كانت مُقتَرَح مُشتَرَك بين ناسا ووكالة الفضاء الأوروپية من أجل استكشاف زحل وقمريه تيتان وإنسيلادوس. حيث كشف كاسيني عن العديد من الظواهر المعقدة. وقدرت ناسا التكلفة بمبلغ 2.5 مليار دولار (السنة المالية 2007)، اقتُرح أن يتم إطلاق (TSSM) في 2020 والحصول على مساعدة الجاذبية من الأرض والزهرة، والوصول إلى نظام زحل في 2029. ستتضمن المهمة الرئيسية التي ستستمر لـ4 سنوات جولة زحل لمدة عامين، ومرحلة أخذ العينات من جو تيتان لمدة شهرين، ومرحلة مدار تيتان لمدة 20 شهرًا.
في 2009 أُعطِيت مهمة إلى المشتري وأقماره الأولوية على مهمة نظام تيتان زحل. على الرغم من أن (TSSM) سوف يستمر دراستها من أجل تاريخ إطلاق لاحق.